# Лопеш, Фернан (солдат)
Фернан Лопеш (порт. Fernão Lopes; ум. в 1545, остров Святой Елены) — португальский военнослужащий, первый известный постоянный обитатель острова Святой Елены в южной части Атлантического океана, позже прославленного как место изгнания и смерти Наполеона.
Был португальским солдатом в Индии. Его пытали и изуродовали в наказание за участие в восстании Расул-Хана против португальского правления в Гоа. По пути домой в Португалию Лопеш выбрал добровольное изгнание на острове Святой Елены, где и прожил в почти полном уединении около тридцати лет.

## На португальской службе
В 1503 году Лопеш, мелкий дворянин и солдат, сопровождал португальского морского генерала Афонсу ди Албукерки во время его первого путешествия в Гоа на западном побережье Индии. Вскоре после прибытия Албукерки отправился обратно в Португалию за подкреплением, оставив Лопеша во главе гарнизона с приказом поддерживать мир и управлять местным населением. Когда спустя два года Албукерки вернулся, он обнаружил, что гарнизон больше не служит Португалии. Некоторые мужчины женились на местных женщинах, и некоторые, в том числе сам Лопеш, приняли ислам. Также войска Лопеша приняли сторону мусульманского сопротивления португальской оккупации.
Люди Албукерки восстановили владение территорией, а Лопеш и другие португальские ренегаты сдались Португалии при условии, что им сохранят жизнь. Однако их пытали так жестоко, что в течение трёх дней половина из них умерла. Лопеш, как руководитель, получил самое строгое наказание. Его привязали верёвками к двум деревянным столбам, и люди Албукерки отрезали ему нос, уши, правую руку и большой палец левой руки (по другим сведениям, также указательный и средний пальцы). Волосы на голове и бороде соскоблили раковинами морских моллюсков.
Выживших после пыток отпустили, и они бежали в джунгли, где могли скрыть своё уродство.
Лопеш оставался в Индии до смерти Албукерки в 1515 году. Затем Лопеш решил отправиться в Португалию, предположительно прокравшись на борт судна, направлявшегося в Лиссабон. Корабль остановился на острове Святой Елены для пополнения запасов еды и воды. Остров Святой Елены был открыт португальцем Жуаном да Нова в 1502 году и благодаря обилию пресной воды и пропитания стал постоянным местом захода португальских кораблей по пути из Европы в Ост-Индии и обратно через мыс Доброй Надежды. Согласно одному источнику, Лопеш отправился на остров втайне и жил там в полном одиночестве; согласно другому, он с несколькими рабами был высажен с корабля насильно. Оба источника согласны, что Лопеш был снабжён некоторым количеством судовых запасов.

## Изгнанник на острове Святой Елены
До прибытия следующего корабля прошёл почти год. Лопеш обжился на своём новом месте жительства — вулканическом острове площадью 122 км² почти в 2000 км западнее южного атлантического побережья Африки. Климат был тропическим и умеренным, смягчаемым пассатами. В то время родная экосистема острова была почти невредима, и завезённые португальцами козы хорошо прижились в нетронутой природе (до прихода европейцев на острове не было млекопитающих и рептилий). Остров был покрыт густым первобытным лесом из камедного дерева и других эндемиков, появившихся здесь примерно 10 млн лет назад.

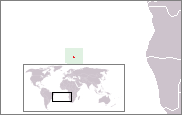
Остров Святой Елены в южной части Атлантического океана.

Сохранился рассказ современника с первого корабля, прибывшего на остров Святой Елены после того, как там поселился Лопеш (рассказ опубликован в журнале Общества Ричарда Хаклита:

Экипаж был изумлён, увидев грот и постель из соломы, на которой он спал… а когда они увидели его одежду, то пришли к выводу, что он — португалец.
Потом они пополнили запасы воды и не тронув ничего, оставили галеты, сыр, что-то ещё из еды, а также письмо, в котором было сказано, чтобы он не прятался, когда в следующий раз придет корабль, ибо никто его не обидит.
Когда корабль отплывал и поднимал свои паруса, за борт выпал петушок, и волны принесли его к берегу, и Лопеш поймал его и накормил рисом, который они ему оставили. 

Петушок, спасённый Лопешем, стал на острове его единственным другом. Ночью он сидел на насесте над его головой, а днем следовал за Лопешем и отзывался, когда Лопеш окликал его. С течением времени Лопеш стал всё меньше и меньше бояться людей. Когда корабль бросал якорь в том месте, которое позже будет известно как Джеймстаунская гавань, Лопеш приветствовал моряков и разговаривал с ними, когда они сходили на берег. Из-за своего уродства и того, что он ни за что не хотел покидать остров, Лопеш стал считаться кем-то вроде святого. Многие считали его воплощением человеческих страданий и отшельничества и жалели его. Путешественники многим снабжали Лопеша, в том числе домашним скотом и семенами. В итоге Лопеш стал садовником и скотоводом, начал обрабатывать почву и посадил фруктовые деревья, траву и многие другие растения.

## Посещение Португалии и Рима
После 10 лет на острове Лопеш решил вернуться в Португалию, чтобы увидеть свою семью, посетил короля Жуана III, а затем отправился в Рим, где папа Климент VII освободил его от греха отступничества. Отпущение было публичным и произошло на Пасху 1530 года (в те времена только папа мог простить грех отступничества, и он всегда делал это публично, на Пасху). Папа был очень впечатлён Лопешем и решил исполнить какое-либо его желание. У Лопеша было одно желание: вернуться на остров Святой Елены. Климент VII отправил Лопеша обратно в Португалию с письмом Жуану III с просьбой вернуть его обратно. Лопеш вернулся на остров и там умер в 1545 году, проведя там ещё 20 лет почти полного одиночества.